# DJ WATARAI
DJ WATARAI（ディージェイ・ワタライ、本名：渡会 浩）は、日本の音楽プロデューサー、DJ。桐蔭横浜大学卒業。

## 人物
- 1995年にMTVで放送されたピート・ロックのインタビューに衝撃を受けて、トラック制作を始める[3]。
- MUROやNITRO MICROPHONE UNDERGROUNDを中心に、MISIAやAI、加藤ミリヤなど様々なアーティストへの楽曲提供・リミックス・アレンジメントを担当[3]。

## ディスコグラフィ

### アルバム
1. 『ia presents HARLEM MIX SHOW mixed by DJ Watarai』　（2004年12月8日） - MIX CD
2. 『Straight To Next Door』　（2007年4月25日） - 「BIG-O&DJ WATARAI」名義

### リミックス作品
- MISIA 『つつみ込むように…』 （1998年2月21日）
  - 2.「つつみ込むように… (DJ WATARAI REMIX feat.MURO)」
- bird 『SOULS』 （1999年3月20日）
  - 4.「SOULS (DJ Watarai Mix)」
- スケボーキング 『スケボーキング SUPER BEST』 （2000年1月26日）
  - 3.「HAPPY FUTURE -DJ WATARAI Remix-」
- SHAKKAZOMBIE 『S-SENCE2000』 （2000年2月23日）
  - 3.「64 BARS RELAY feat.DABO,XBS,SUIKEN (DJ WATARAI REMIX)」
- RHYMESTER 『リスペクト改』 （2000年2月26日）
  - 9.「ブラザーズ DJ WATARAI Remix」
- 嶋野百恵 『Next Lounge』 （2000年5月17日）
  - 3.「Jr.Butterfly -DJ Watarai Remix-」
- m-flo 『the Quantum EP』 （2000年6月28日）
  - 3.「Quantum Leap (DJ Watarai Remix)」
- Vlidge 『Everybody Needs Love』 （2000年6月28日）
  - 3.「Everybody Needs Love (DJ WATARAI REMIX feat.Q from ラッパ我リヤ)」
- SHAKKAZOMBIE 『GET ON DA TRACK』 （2001年6月27日）
  - 5.「RIGHT HERE (DJ WATARAI REMIX)」
- m-flo 『Dispatch feat. Dev Large, Nipps & Vincento Galluo』 （2001年7月25日）
  - 2.「Dispatch [DJ WATARAI Remix]」
- MISIA 『Everything』 （2000年10月25日）
  - 4.「Escape (DJ WATARAI Remix)」
- PUSHIM 『COLORS』 （2001年7月4日）
  - 13.「Vibes Up (DJ WATARAI Remix)」
- UZI 『9mm』 （2001年7月25日）
  - 3.「言霊 (DJ WATARAI REMIX)」
- 椎名純平『無情』 （2001年2月21日）
  - Disc-2-1.「無情 (dj-watarai feat. s-word remix)」
- REVOLVER FLAVOUR　『THEME OF THE REVOLVER FLAVOUR』 （2001年10月3日）
  - 2.「REVOLVER FLAVOUR (DJ WATARAI REMIX)」
- BACK DROP BOMB 『REFIXX』 （2002年5月22日）
  - 2.「You Up Around (DJ WATARAI mix)」
- SHAKKAZOMBIE 『WHAT U WANT?』 （2002年6月5日）
  - 2.「WHAT U WANT? (DJ WATARAI REMIX)」
- MICHICO 『i do』 （2002年12月11日）
  - 12.「tha superstar DJ WATARAI REMIX」
- FIRE BALL 『LIGHT UP THE FIRE』 （2003年1月29日）
  - 3.「LIGHT UP THE FIRE ～FB** 着火のテーマ～ DJ WATARAI REMIX」
- CHEMISTRY 『Between the Lines』 （2003年6月18日）
  - 8.「PIECES OF A DREAM (DJ WATARAI Remix)」
- BoA 『Next World』 （2003年8月27日）
  - 4.「Show me what you got (DJ WATARAI REMIX)」
- EXILE 『The other side of EX Vol.1』 （2003年9月10日）
  - 6.「Cross ～never say die～ DJ WATARAI REMIX feat. U-ZIPPLAIN from ENBULL」
- SOULHEAD 『REFLECTION』 （2003年9月26日）
  - 2.「TOO LATE ～DJ WATARAI REMIX～」
- キングギドラ 『最新兵器』 （2003年10月8日）
  - 2.「UNSTOPPABLE (DJ WATARAI Remix)」
- MISIA 『IN MY SOUL』 （2003年12月3日）
  - 6.「SNOW SONG (DJ WATARAI REMIX)」
- V.A. 『HARLEM ver.3.0』 （2004年6月23日）
  - 16.「Put Ya Hands In Da Sky feat.SHAKKAZOMBIE（DJ WATARAI REMIX）」
- Mr.BEATS aka DJ CELORY 『BEATS LEGEND』 （2004年9月8日）
  - 25.「DO THE GARIYA THING (DJ WATARAI REMIX)」
- kazami 『リズム featuring SPHERE of INFLUENCE』 （2004年7月7日）
  - 2.「リズム (DJ WATARAI REMIX)」
- 上戸彩 『UETOAYAMIX』 （2005年8月24日）
  - 7.「微熱 -DJ Watarai-」
- MABO 『デラコスタ リミックス』 （2005年11月16日）
  - 2.「哀愁 (DJ WATARAI REMIX)」
- Heartsdales 『Ultra Foxy』 （2006年2月22日）
  - 16.「Oh Boy JHETT featuring Heartsdales (DJ WATARAI Remix)」
- LISA 『GOD SISTA』 （2006年3月23日）
  - 13.「SWITCH feat. 倖田來未 & Heartsdales -DJ WATARAI REMIX-」
- MAY'S 『Beginning』 （2006年9月13日）
  - 10.「REAL (DJ WATARAI Remix)」
- Asami 『BADONKADONK』 （2006年10月18日）
  - 11.「Strong Woman feat.BIG-O (DJ WATARAI REMIX)」
- MAY'S 『Remix Collection Vol.1』 （2007年3月14日）
  - 5.「REAL (DJ WATARAI Remix)」
- Foxxi misQ 『Luxury ride feat. ZEEBRA』 （2007年5月16日）
  - 3.「Luxury ride feat. ZEEBRA (DJ WATARAI REMIX)」
- May J. 『Baby Girl』 （2007年12月5日）
  - 10. 「Baby Eyes (DJ WATARAI Remix) feat.KEN-U」

### プロデュース作品
- DABO 『Platinum Toungue』　（2001年6月13日）
  - 6.「Platinum Toungue feat.Suiken」
  - 10.「レクサスグッチ」
- K DUB SHINE 『Save The Children』 （2001年9月19日）
  - 2.「Save The Children Produced by DJ WATARAI」
- CHEMISTRY 『The Way We Are』 （2001年11月7日）
  - 5.「BROTHERHOOD Produced by DJ WATARAI」（KAWABATA and DABO名義）
- DABO 『HITMAN』　（2002年9月25日）
  - 9.「MURDA!!!!(KILLA EMCEE) feat. TOKONA-X」
- キングギドラ 『最終兵器』 （2002年10月17日）
  - 10.「マネーの虎 Produced by DJ WATARAI」
- KOHEI JAPAN 『FUNKY 4 U』 （2003年4月11日）
  - 3.「Funky 4 U feat.MUMMY-D Produced by DJ WATARAI」
- V.A. 『HARLEM ver.2.0』 （2003年5月21日）
  - 6.「DJ WATARAI / SHOWCASE feat.椿」
- aile 『PLAY』 （2003年10月8日）
  - 5.「I CAN'T DENY feat.HI-D Produced by DJ WATARAI」
- BOO 『POS SOULMAN』 （2003年11月27日）
  - 7.「LIL'ONE LOVE (FOR LADIES) feat.BIG-O Produced by DJ WATARAI」
- DABO 『DIAMOND』　（2003年12月24日）
  - 10.「DA JOINT feat. RYUZO」
- V.A. 『HARLEM ver.3.0』 （2004年6月23日）
  - 2.「DJ WATARAI / Welcome 2 Da Party feat.HI-D,AI」
- 餓鬼レンジャー 『ラッキー･ボーイズ』 （2004年7月21日）
  - 4.「ホテル feat.446,BAMBOO Produced by DJ WATARAI」
- RICE 『POWER OF HEAT』 （2004年8月4日）
  - 4.「PASSION Produced by DJ WATARAI」
- DABO 『6 BULLETS』　（2004年11月10日）
  - 5.「HEY BERTENDER」
- DABO 『THE FORCE』　（2006年2月15日）
  - 5.「WHAT'S MY NAME？」
  - 15. 「The Light(Don't Turn Off)」
- 晋平太 『City of Angel』 （2006年7月10日）
  - 1.「City of Angel Produced by DJ WATARAI」
- ENBULL 『TIME FOR...』 （2006年8月23日）
  - 1.「Journey feat. DJ WATARAI」
- UZI 『美髯公』 （2006年8月23日）
  - 6.「M.V.P feat.48.9(HAB I SCREAM,GAMA,RINO LATINA Ⅱ) Produced by DJ WATARAI」
- AI 『What's goin'on A.I』 （2006年9月27日）
  - 4.「I Wanna Know Produced by DJ WATARAI」
- THE BROBUS　『MURDER BULLETS』 （2006年12月6日）
  - 6.「Uncut Raw Produced By DJ WATARAI」
- CHRIS 『LENNON』 （2007年6月6日）
  - 1.「Nothing's Gonna Change feat.晋平太 Produced by DJ WATARAI」
- KEN THE 390 『My Life』 （2007年6月6日）
  - 2.「H.I.P feat.MUMMY-D,Tiara Produced by DJ WATARAI」
- SEEDA　『街風』　（2007年10月17日）
  - 2.「MIC STORY feat.ILL-BOSTINO (The Blue Herb)」
- Sweep　『I'm READY』　（2009年8月26日）
  - 3.「Jump around Produced」
- RHYMESTER 『マニフェスト』 （2010年2月1日）
  - 3.「H.E.E.L.」
  - 13.「ラストヴァース」
- Sweep　『LOVE BEATS』  (2010年3月24日）
  - 2.「Sweep×DJ WATARAI / Dance hall lovers feat. DABO」
- RHYMESTER 『POP LIFE』（2011年3月2日）
  - 1.「After The Last -Intro」
  - 2.「そしてまた歌い出す」
  - 8.「POP LIFE」
  - 11.「余計なお世話だバカヤロウ」
- DOTAMA 『DOTAMA BEST』（2016年12月21日）
  - 19.「ベストソング」